# Ліон (аеропорт)
Міжнародний аеропорт імені Антуана де Сент-Екзюпері (фр. Aéroport de Lyon-Saint Exupéry), (IATA: LYS, ICAO: LFLL), — міжнародний аеропорт розташований за 20 км SE від центру Ліона, Франція.
Аеропорт є хабом для авіакомпаній:
- Aigle Azur
- Air France
- EasyJet
- HOP!
- Transavia France
- Twin Jet

## Термінали
В аеропорту Ліона 3 пасажирські термінали, між якими курсує безкоштовний автобус.
- Термінал № 1 — основний, приймає пасажирські, а також деякі чартерні рейси. Відкрито в 2017 році.
- Термінал № 2 — термінал національного перевізника Air France.
- Термінал № 3 використовується авіакомпаніями-лоукостерами для бюджетних перевезень і має мінімум зручностей.

## Авіалінії та напрямки, лютий 2020

### Пасажирські
| Авіакомпанія                      | Пункт призначення |
| --------------------------------- | --- |
| Aegean Airlines                   | Афіни Сезонний: Іракліон, Каламата, Родос |
| Aer Lingus                        | Дублін |
| Aeroflot                          | Москва-Шереметьєво |
| Aigle Azur                        | Алжир, Константіна, Нант, Оран, Сетіф |
| Air Algérie                       | Алжир, Аннаба, Батна, Беджая, Біскра, Константіна, Оран, Сетіф, Тлемсен |
| Air Arabia Maroc                  | Касабланка, Фес, Танжер |
| Air Canada                        | Монреаль-Трюдо |
| Aircompany Armenia                | Єреван |
| Air Corsica                       | Аяччо, Бастія Сезонний: Кальві, Фігарі |
| Air France                        | Париж-Шарль де Голль Сезонний: Париж-Орлі |
| Air France Hop                    | Біарриц, Болонья, Бордо, Брест-Бретань, Брюссель, Кан, Лілль, Лор'ян, Марсель, Мец, Мілан-Мальпенса, Нант, Ніцца, Нюрнберг, Париж-Орлі, По, Пуатьє, Прага, Ренн, Рим-Ф'юмічіно, Страсбург, Тулуза, Венеція Сезонний: Аяччо, Бастія, Брив, Флоренція, Кальві, Фігарі |
| Air Malta                         | Сезонний: Мальта |
| Air Transat                       | Сезонний: Монреаль-Трюдо |
| Armenia Aircompany                | Єреван |
| ASL Airlines France               | Чартер: Іракліон, Керкіра, Ольбія, Палермо, Порту, Санторіні, Спліт |
| Austrian Airlines                 | Відень |
| Blue Air                          | Бухарест |
| British Airways                   | Лондон-Хітроу Сезонний: Лондон-Гатвік |
| Brussels Airlines                 | Брюссель |
| BRA (Braathens Regional Airlines) | Гетеборг |
| Chalair Aviation                  | Ла-Рошель, Лімож Сезонний: Бержерак |
| Croatia Airlines                  | Сезонний: Спліт |
| easyJet                           | Барселона, Берлін-Шенефельд, Бордо, Брест-Бретань, Будапешт, Копенгаген, Единбург, Фару, Фуертевентура, Краків, Лансароте, Лісабон, Лондон-Гатвік, Лондон-Лутон, Мадрид, Марракеш, Нант, Неаполь, Порту, Рим-Ф'юмічіно, Севілья, Танжер, Тель-Авів, Тенерифе-Південний, Тулуза, Венеція, Відень Сезонний: Аяччо, Бастія, Белфаст, Біарриц, Бристоль, Катанія, Ханья, Корфу, Катанія, Дубровник, Ес-Сувейра, Фігарі, Ібіца, Лондон-Станстед, Манчестер, Менорка, Міконос, Ольбія, Палермо, Пальма-де-Мальорка, Ренн, Спліт, Стокгольм-Арланда |
| Emirates                          | Дубай |
| Eurowings                         | Дюссельдорф |
| Finnair                           | Сезонний: Гельсінкі |
| Flybe                             | Бірмінгем, Манчестер |
| Iberia Express                    | Мадрид |
| Iberia Regional                   | Мадрид |
| Jet2.com                          | Сезонний: Лондон-Станстед, Манчестер |
| KLM                               | Амстердам |
| Lufthansa                         | Франкфурт, Мюнхен |
| Montenegro Airlines               | Сезонний: Подгориця |
| Nouvelair                         | Сезонний: Джерба, Монастір, Туніс |
| Pegasus Airlines                  | Стамбул-Сабіха Гекчен |
| Qatar Airways                     | Доха (з 23 червня 2020) |
| Royal Air Maroc                   | Касабланка, Марракеш |
| SmartWings                        | Сезонний: Фуертевентура, Мадейра, Гран-Канарія, Палермо, Прага, Родос, Тенерифе-Південний Сезонний чартер: Гран-Канарія, Ла-Пальма, Лансароте, Ольбія, Шаннон |
| SunExpress                        | Сезонний: Анталія, Ізмір |
| TAP Air Portugal                  | Лісабон |
| TAROM                             | Сезонний: Бухарест |
| Transavia France                  | Агадір, Алжир, Бейрут, Мадейра, Лісабон, Марракеш, Монастір, Уджда, Порту, Тель-Авів, Туніс Сезонний: Амман, Афіни, Катанія, Джерба, Фару, Іракліон, Малага, Палермо, Севілья |
| TUI fly Belgium                   | Сезонний: Агадір, Марракеш Сезонний чартер: Бургас, Джерба, Іракліон, Ібіца, Керкіра, Кос, Менорка, Ольбія, Палермо, Пальма-де-Мальорка, Подгориця, Родос, Тенерифе-Південний |
| Tunisair                          | Джерба, Монастір, Таузар, Туніс |
| Turkish Airlines                  | Стамбул |
| Twin Jet                          | Штутгарт, Цюрих |
| Volotea                           | Сезонний: Аліканте, Афіни (з 18 квітня 2020),, Барі (з 16 квітня 2020), Більбао (з 10 квітня 2020), Кан (з 10 квітня 2020),, Кальярі, Корфу (з 19 квітня 2020),, Дубровник, Фару (з 16 квітня 2020),, Іракліон, Малага (з 17 квітня 2020), Палермо, Пальма-де-Мальорка, Прага, Санторіні (з 22 квітня 2020),, Спліт, Валенсія |
| Vueling                           | Барселона, Гран-Канарія, Малага Сезонний: Пальма-де-Мальорка, Севілья |
| Wizz Air                          | Бухарест (з 2 червня 2020),, Клуж-Напока, Варшава-Шопен |

### Вантажні
| Авіакомпанія         | Пункт призначення             |
| -------------------- | ----------------------------- |
| Air Algérie Cargo    | Алжир, Оран                   |
| ASL Airlines Belgium | Льєж, Туніс                   |
| ASL Airlines France  | Париж-Шарль де Голль          |
| DHL Aviation         | Лейпциг/Галле                 |
| Emirates SkyCargo    | Дубай-Аль-Мактум              |
| FedEx Express        | Марсель, Париж-Шарль де Голль |
| UPS Airlines         | Кельн/Бонн, Тулуза            |

## Наземний транспорт

### Автобуси
Автобуси-шатли курсують щодня між аеропортом і найбільшими містами регіону: в Гренобль (раз на годину), Бургуен-Жальє, Бурк-ан-Брес через Амбер'є-ан-Бюже й Ансі через Екс-ле-Бен.
Взимку також курсують шаттли до гірськолижних курортів.
Автовокзал аеропорту розташований на виході з терміналу 1.

### Трамваї
З 2010 р між аеропортом і центральним вокзалом Пар-Дьє курсує швидкісний трамвай Rhônexpress. Час в дорозі — 30 хвилин, інтервал руху — 15 хвилин вдень та 30 хвилин ввечері, час роботи з 5:00 до 24:00.

### Потяги
Із залізничної станції аеропорту Сент-Екзюпері потяги курсують до міст регіону Овернь-Рона-Альпи, центром якого є Ліон, і Провансу, а також в деякі міста Італії.